# Daucus carota subsp. carota
La pastanaga borda o fonollassa  (Daucus carota subsp. carota) és la subespècie autónima de Daucus carota pertanyent a la família Apiaceae.

## Taxonomia
Daucus carota subsp. carota publicació desconeguda.